# Chill Club 推介
《Chill Club 推介》（英語：Chill Club Song Promotion），是香港電視娛樂／MakerVille製作的音樂節目。本節目之出現源於另一個音樂節目《Chill Club》播出之後反應不俗，因此ViuTV決定延伸製作本橫線音樂節目。本節目以請來嘉賓訪問推介最新派台作品及推廣歌手的音樂錄影帶（MV）為主。
香港其他電視台同類節目有TVB的《無間音樂》、《樂勢力》以及奇妙香港開電視（現HOY TV）的《開工大吉77》「MV直送」環節及HOY 動音樂。
本節目由2020年5月26日至2022年1月1日期間逢星期二至六（逢星期一至五深夜）00:30-01:00於ViuTV播出，2022年1月3日至11月18日期間改為逢星期一至五13:00-13:30首播，原有深夜播出時段則改為重播時段，2022年11月21日至12月7日期間改為逢星期一至五12:45-13:15首播，2022年12月8日起改為逢星期一至五12:30-13:00首播。

## 節目內容
- 由第11集（2020年6月9日）起，在節目每集結束前會播出「Chill Club 推介榜」冠軍歌MV或相關演出片段，每集均會播出該歌曲的不同部份，並顯示片尾字幕。若該集主持推介相關歌曲並播出完整版，節目結束仍會播出副歌部份。
- 中午時段一般會選取較大眾化或尺度得宜的歌曲MV播放。午夜版本會因尺度放寬及觀眾群的特點而選取播放部分意識較大膽／小眾類型的歌曲MV。清晨重播版本及節目重溫版本一般會播放午夜時段的歌曲MV。

### 音樂系
- 配合《Chill Club 推介榜年度推介》之宣傳活動，第756－765集會增設《音樂系》環節。就樂壇頒獎禮及音樂類型等主題邀請相關領域的嘉賓分享看法，每節時長於10－25分鐘不等。該環節由駱振偉擔任旁白。

## 主持
- 粗體代表現任主持。

以下表中主持出現集數：
| 時間                                             | 主持                                                       | 主持                                                                 | 主持 | 主持                                                                                         | 主持                                   |
| 星期一                                           | 羅沛琪 （第1－426集）                                      | 沈殷怡 （第431－651、671、681－696、721－746、766－791、811－851集） | P1X3L （第656－666集） | 蘇雅琳 （第676集）                                                                           | 王家晴 （第676集）                     |
| 星期一                                           | 張天穎 （第701－716集）                                    | 王頌茵 （第751－761、801、886－901、916、926－936集）                | 李昭南 （第796集） | 鍾卓穎 （第806、906－911集）                                                                 | 樊沛珈 （第806、921、946集）           |
| 星期一                                           | 米露迪 （第856－866集）                                    | 黃奕晨 （第871－881集）                                              | |                                                                                              |                                        |
| 星期二                                           | 李昭南 （第2－247、267－427、857－867、927、942－947集）   | 羅沛琪 （第252集）                                                   | 曾贊學 （第257集） | 王頌茵 （第27－107、132－247、262、267、287－322、342－352、372－417、427、767－777、912集） | 黃奕晨 （第432－837集）                |
| 星期二                                           | Gladys李靖筠 （第842－852集）                              | 鍾卓穎 （第872－882、932－937集）                                    | 米露迪 （第887－902、917－922集） | 王 鋒 （第907集）                                                                            |                                        |
| 星期三                                           | 曾贊學 （第3－283集）                                      | 洪嘉豪 （第288－428集）                                              | 米露迪 （第433－613、628－793、813－853、913集）                                                                                      | 何洛瑤 （第618、928、938集）                                                                 | P1X3L （第623集）                      |
| 星期三                                           | 王頌茵 （第753、798－808、873－883集）                     | 黃奕晨 （第858－868集）                                              | 李昭南 （第888－893、933集） | 沈殷怡 （第898－903、948集）                                                                 | 黃泓祖 （第908集）                     |
| 星期三                                           | 樊沛珈 （第918集）                                         | 鍾卓穎 （第923、943集）                                              | |                                                                                              |                                        |
| 星期四                                           | 沈殷怡 （第4－9、24－144、679、889－894、914、944集）      | 馮卓然 （第149－414集）                                              | 羅沛琪 （第14、419集） | 李昭南 （第19、424、739－749、759－779、799－809集）                                         | 王頌茵 （第19、429、754、924集）       |
| 星期四                                           | 吳啟洋 （第434－549、559－589、599、609、619、704－719集） | 歐鎮灝 （第434－549、559－589、599、609、619、704－719集）           | 葉振弘 （第434－549、559－589、599、609、619、724－734集）                                                                            | 鍾卓穎 （第554、859－869集）                                                                 | 蘇雅琳 （第594、659－674、684集）      |
| 星期四                                           | 陳泳伽 （第594、604、614、624－669集）                     | 王家晴 （第594、604、614、624－674、684集）                          | 何洛瑤 （第754集） | DEZ余宗遙 （第784－794集）                                                                   | Lewsz （第814－824集）                 |
| 星期四                                           | 力 臻 （第829－839集）                                     | 樊沛珈 （第844－854、874－884、899集）                               | 黃奕晨 （第909、919、949集） | 米露迪 （第929－939集）                                                                      |                                        |
| 星期五                                           | 王頌茵 （第5－430、815－825集）                            | 陳葦璇 （第435－460集）                                              | 何洛瑤 （第465、475－480、490、500、510－515、525－530、540－560、570－575、585－590、600、610、635－700、725－750、760、770－795集） | 鍾卓穎 （第470、485、495、505、520、535、565、580、800－810、830－855、930集）               | 葛綽瑤 （第595、605、615－630集）      |
| 星期五                                           | Michael C （第705、715集）                                 | 區子琳 （第710、720集）                                              | 黃奕晨 （第755、915、925集） | 李昭南 （第755、900、945集）                                                                 | 樊沛珈 （第800－810、890－895、905集） |
| 星期五                                           | 康 聰 （第860－870集）                                     | 沈殷怡 （第875－885、900、920、950集）                               | |                                                                                              |                                        |
|                                                  | 「嘉賓訪問」客席主持                                       |                                                                      | |                                                                                              |                                        |
| 鄧麗英 （第641、644、647、650、653集）           | 葉巧琳 （第656、663、670、672－673集）                     | 黃 妍 （第666、710－711、715集）                                     | Michael C （第666、672集） | 沈殷怡 （第676、685、688、844、847、849、874、899、925、927、938、941－942集）               |                                        |
| Kerryta周子涵 （第692、694、700－701、709集）    | CY陳宗澤 （第717、719、724集）                             | 米露迪 （第721、854集）                                              | Gigi張蔓姿 （第728、735、738集） | 何洛瑤 （第784、789、794集）                                                                 |                                        |
| 黃奕晨 （第796、865、884、893、932、935、947集） | 王頌茵 （第804、940－941集）                               | DEZ余宗遙 （第809集）                                                | 李昭南 （第910集） | 鍾卓穎 （第941－942集）                                                                      |                                        |

## 記事
- 2020年5月20日，ViuTV為本節目及「Chill Club 推介榜」舉行記者會，本節目主持羅沛琪、李昭南、曾贊學、沈殷怡、王頌茵及《Chill Club》主持駱振偉、趙學而出席，出席歌手包括：C AllStar（梁釗峰、SoulJase、DJ King）、馮允謙、Gin Lee、陳凱詠、涂毓麟、One Promise、Dear Jane、林欣彤、JUDE 曾若華、洪嘉豪、陳柏宇、黃妍、陳明憙、吳浩康、曾樂彤、林一峰、小肥、布志綸、鄭融、BINGO、吳嘉禧、Zpecial、MIRROR（姜濤、楊樂文、江𤒹生、邱士縉、陳瑞輝）、盧巧音、ToNick、KOLOR、羅凱鈴、譚杏藍、應智越、張若希。[6]
- 2020年12月8日至2021年4月24日，本節目由「FWD 富衛保險」冠名贊助。
- 2021年1月19日起，本節目增設凌晨05:30-06:00的重播時段。
- 2021年6月4日播出的第269集為本節目首次出現被列為「M成年觀眾」的集數。

## 相關
- Chill Club
- Chill Club 推介榜
- Chill Club 推介榜年度推介

## 外部連結
- ViuTV：Chill Club 推介 （页面存档备份，存于）
- ViuTV：Chill Club 推介 電視宣傳片 （页面存档备份，存于）
- ViuTV：Chill Club 推介 音樂系 （页面存档备份，存于）
- ViuTV：Chill Club 推介 樂迷網上徵片活動網站

| 香港 ViuTV 星期二至六（星期一至五深夜）00:30－01:00                                                            | 香港 ViuTV 星期二至六（星期一至五深夜）00:30－01:00           | 香港 ViuTV 星期二至六（星期一至五深夜）00:30－01:00 |
| --- | ------------------------------------------------------------- | --------------------------------------------------- |
| | Chill Club 推介（第1－420集） （2020年5月26日－2022年1月1日） |                                                     |
| 今日疫情（重播時段） （2020年2月4日－2020年5月23日）                                                           | Chill Club 推介（重播時段） （2022年1月4日－）                |                                                     |
| 香港 ViuTV 星期一至五 13:00－13:30 · 2022年11月21日－2022年12月7日 12:45－13:15 · 2022年12月8日起 12:30－13:00 |                                                               |                                                     |
| Chill Club 推介（重播時段） （2020年5月27日－2021年12月31日）                                                  | Chill Club 推介（第421－集） （2022年1月3日－）               | —                                                   |